# Hisaja Hara
Hisaji Hara (Japans: 原久路) (Tokio, 1964) is een bekend Japans kunstfotograaf.
Hij studeerde aan de Musashino Art University of Art and Design. In 1993 emigreerde hij naar de Verenigde Staten van Amerika.
Hij werkte voor documentaires over onder meer Hillary Clinton en de Dalai Lama.
Hij vermeldt uitdrukkelijk de invloeden van Andrej Tarkovsky in zijn werk.